# 阿讷宰
阿讷宰（法語：Annezay，法語發音：[anzɛ]）是法国滨海夏朗德省的一个市镇，位于该省中北部，属于圣让当热利区。

## 地理
阿讷宰（46°0'33"N, 0°42'50"W）面积7.43 平方千米，位于法国新阿基坦大区滨海夏朗德省，该省份为法国西部滨海省份，北起旺代省，西临大西洋，南至吉倫特省，东南接多爾多涅省，东北接德塞夫勒省接壤，东临夏朗德省。
与阿讷宰接壤的市镇（或旧市镇、城区）包括：热努耶、皮罗朗、圣克雷潘、圣卢、托奈布托讷、拉德维斯。

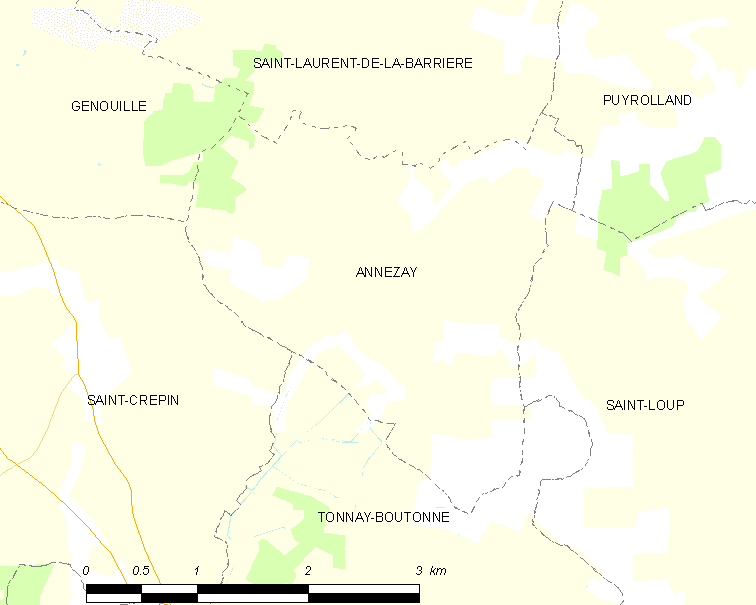
阿讷宰的OSM定位图

阿讷宰的时区为UTC+01:00、UTC+02:00（夏令时）。

## 行政
阿讷宰的邮政编码为17380，INSEE市镇编码为17012。

## 政治
阿讷宰所属的省级选区为圣让当热利县。

## 人口

1962-2008年间阿讷宰人口变化图示

阿讷宰于2022年1月1日时的人口数量为163人。